# Félix Díaz
Manuel Félix Díaz (født 10. december 1983) er en dominikansk amatørbokser, som konkurrerer i vægtklassen super-letvægt. Díaz største internationale resultater er en guldmedalje fra Sommer-OL 2008 i Beijing, Kina, og en guldmedalje fra de panarmerikanske lege 2002. Han repræsenterede Den Dominikanske Republik under Sommer-OL 2008 hvor han vandt en guldmedalje foran Manus Boonjumnong fra Thailand.